# おきゃんぴー
おきゃんぴー は、かつて太田プロダクションに所属していた女性お笑いコンビ。
甲高い声でまくし立てるような芸風の漫才やコントが特徴だった。

## メンバー
- 中野 麻里子（なかの まりこ、1966年8月29日[3] - ）
乙女座・血液型O型[3]
東京都出身[3]
慶應義塾大学文学部日本史学科卒業[4]
- 阿本 真亜子（あもと まあこ、1962年3月15日[5] - ）
うお座・血液型O型[3]
愛媛県出身[3]
おきゃんぴーとして活動していた当時、公表されていた生年月日は「1965年3月15日」だった[3]。
本名、橋本雅子[5][3]
現在は呼吸法のインストラクター、ちぎり絵作家として活動[5]。
著書に『はじめた人から毎日が幸せになる あろは～呼吸法』（PHP研究所、2017年8月　橋本雅子名義）[5]
実娘はミスフラジャパン2015に選ばれた橋本実優[6]。

## 来歴
- 1985年11月、ナレーターコンパニオン事務所で知り合い、コンビ結成[4]。
- 1986年2月、ライブハウス・渋谷La.mamaで渡辺正行主催のお笑いライブ「ラ・ママ新人コント大会」に出演、本格デビューを切る[1]。このきっかけは、以前から二人がファンだったコント赤信号が所属していた石井光三オフィス社長の石井光三宛に「私たちはお笑いを目指す女の子です」という内容の手紙を写真を添えて送ったことからだった[3]。
- 1986年7月、太田プロダクションの所属タレントとなる[1]。
- 1990年初頭頃にコンビ解散。当時まだレギュラーが10本以上あったにもかかわらず、中野の「普通に就職したい」という要望による解散だった[7]。鶴ちゃんのプッツン5（日本テレビ）を1989年9月限りで降板し、その後週刊宝石（光文社）1990年10月18日号記事内で「既に解散した」との証言が掲載されている[2]ため、この間に解散したものとされる。
- 解散後、中野は扶桑社に入社[2]。その後、フリーライター、漫画執筆、ライブ出演などの他、「オレンジ企画」に女性司会者として登録、イベントなどの司会でも活動。1994年、第1回みうらじゅん賞受賞[8]。2018年10月からは長井秀和プロデュースによる歌唱グループ「marvelous4」（メンバーは中野と清水よし子（ピンクの電話）、秋吉尋美、長井の妻・ヘレン）で活動[9][10]。
- 一方、阿本は芸能界に残りテレビドラマ出演やレポーターなどで活動していたが、その後1993年に妊娠、しかし相手の男性には結婚の意志が無く、芸能界にそのまま居たら「父親の無い子供」と報道され、片親のレッテルを貼られるおそれがあったためこれを避けたく、芸能界の知り合いにも誰にも告げず失踪し[11][6]引退[7]、シングルマザーとして娘を育てる[12]。知人であった元オリコン社長の小池聰行に、作詞の勉強にと誘われる。実際は呼吸法を教わるだけであったが、自身の体調が良くなり作詞も出来るようになって、呼吸法を習いたい人が増えて来たことから、小池の助言で呼吸法のインストラクターを務めるようになる[7]。呼吸法は、引退前などの辛い時期に過呼吸を経験し、これに基づいた形で教えている[6]。一方でちぎり絵も始める[12]。2017年、前述したように呼吸法の著書を上梓[5]。

## 出演番組
- オレたちひょうきん族（フジテレビ）
  - 番組末期にオープニングナレーションも担当していた。
- 河田町プッツン意思表示（1986年9月9日、フジテレビ「火曜ワイドスペシャル」枠）
- ひょうきん予備校（1986年10月 - 1987年3月、フジテレビ）
- おっとっとっと（テレビ朝日）[3]
- ヤンヤン歌うスタジオ（テレビ東京）[4]
- 第2回爆笑!スターものまね王座決定戦（1987年3月17日、フジテレビ）
- 第3回爆笑!スターものまね王座決定戦（1987年10月20日、フジテレビ）
- 笑いの殿堂シリーズ（フジテレビ）
- 鶴ちゃんのプッツン5（日本テレビ）
- ニッポン快汗マップ ガムシャラ十勇士!!（日本テレビ）
- 生テレビ!東京探検（テレビ東京） - 阿本のみ[2]
- 独占!!サイクルスポーツ（テレビ東京） - 阿本のみ[2]
- おヒマなら来てよネ!（フジテレビ）
- バカヤロー!2 幸せになりたい。 - 佐藤しおり 役[13]（阿本）
- キスより簡単（フジテレビ）
- トップスチュワーデス物語（TBS） - 阿本のみ